# Storsjön (Los socken, Hälsingland)
Storsjön är en sjö i Ljusdals kommun i Hälsingland och ingår i Ljusnans huvudavrinningsområde. Sjön har en area på 0,495 kvadratkilometer och ligger 443 meter över havet.

## Delavrinningsområde
Storsjön ingår i det delavrinningsområde (685465-147069) som SMHI kallar för Mynnar i Sättnässjön. Medelhöjden är 457 meter över havet och ytan är 13,32 kvadratkilometer. Det finns inga avrinningsområden uppströms utan avrinningsområdet är högsta punkten. Vattendraget som avvattnar avrinningsområdet har biflödesordning 5, vilket innebär att vattnet flödar genom totalt 5 vattendrag innan det når havet efter 187 kilometer. Avrinningsområdet består mestadels av skog (78 procent) och sankmarker (12 procent). Avrinningsområdet har 0,72 kvadratkilometer vattenytor vilket ger det en sjöprocent på 5,4 procent.